# Гогопс
Гогопс (адыг. Гъуэгъыпс — грохочущяя река) — река в России, протекает в Краснодарском крае. Устье реки находится в 6,7 км от устья реки Хахопсе по левому берегу. Длина реки — 12 км, площадь водосборного бассейна — 24,5 км².

## Данные водного реестра
По данным государственного водного реестра России относится к Кубанскому бассейновому округу, водохозяйственный участок реки — Белая. Речной бассейн реки — Кубань.
Код объекта в государственном водном реестре — 06020001112108100004809.